# Connie Kreski
Connie Kreski, född 19 september 1946 i Detroit, Michigan, USA, död 21 mars 1995 i Beverly Hills, Kalifornien, USA, var en amerikansk fotomodell och skådespelare. Kreski utsågs till herrtidningen Playboys Playmate of the Month för januari 1968 och till Playmate of the Year för 1969.

## Filmografi (urval)
- 1975 - Den vilda jakten på riddarfalken från Malta
- 1972 - Den våldsamma jakten
- 1971 - Förföljarna